# Râul Călimănelul cel Tulbure
Râul Călimănelul cel Tulbure este unul din brațele care formează râul Călimănel.  

## Hărți
- Harta județului Harghita
- Harta Munților Călimani  Arhivat în 11 octombrie 2008, la Wayback Machine.